# Frozen Plasma
Frozen Plasma är en tysk musikgrupp som spelar melodiös synthpop och bildades i november 2005 när medlemmarna Vasi Vallis och Felix Marc turnerade med VNV Nation respektive förbandet Diorama. De fick god kontakt och Felix Marc gick in som sångare i Vasi Vallis nystartade projekt.

## Medlemmar

### Vasi Vallis
Vasil Vallis spelar keyboard skriver text och musik samt producerar. I bandet Reaper sjöng han, skrev text och musik och producerade. Han har även spelat keyboard i projektet NamNamBulu.

### Felix Marc
Felix Marc sjunger i Frozen Plasma. Han har tidigare varit producent, sångare och keyboardist i Diorama. Han har även ett soloprojekt.

## Diskografi
- 2005 Hypocrite (Singel, Soulfood Music)
- 2006 Artificial (Soulfood Music)
- 2006 Irony (Singel, Soulfood Music)
- 2006 Emphasize (EP, Soulfood Music)
- 2008 Tanz Die Revolution (CD EP)
- 2009 Artificial Evolution
- 2009 Earthling (singel, Infacted)
- 2009 Monumentum
- 2009 Tanz Die Revolution (Internationell version)